# アダム・スミス
アダム・スミス（英: Adam Smith、1723年6月5日 - 1790年7月17日）は、イギリスの哲学者、倫理学者、経済学者である。「経済学の父」と呼ばれる。スコットランド生まれ。主著に倫理学書『道徳感情論』（1759年）と経済学書『国富論』（1776年）などがある。

## 生涯

### 時代背景
スミスが生きた18世紀のイギリス社会は政治の民主化、近代西欧科学の普及と技術革新、経済の発展といった「啓蒙の世紀」であった一方で、格差と貧困、財政難と戦争といった深刻な社会問題を抱えた世紀でもあった。光と闇の両側面を持つ18世紀イギリス社会はアダム・スミスの思想に大きく影響したとされる。

### 略歴
アダム・スミスは1723年にスコットランドの海沿いの町カコーディに生まれた。父は生後なくなり母の手厚い庇護のもと彼女の死の1784年までアダムは留学・外遊時以外生活を共にした。アダムは生涯独身であった。
スミスはグラスゴー大学でスコットランド啓蒙の中心人物であった哲学者フランシス・ハッチソン（1694 - 1746）の下で道徳哲学を学んでいる。ハチソンはフーゴー・グロティウス（1683 - 1645）やサミュエル・プーフェンドルフ（1632 - 1694）らの自然法思想を継承する道徳哲学者であり、スミスもこれらの思想的潮流から大きな影響を受けている。
グラスゴー大学卒業後、イングランド国教会の聖職者を目指すスコットランド人学生のために設けられた奨学金（Snell Exhibition）を受けて、オックスフォード大学のベイリオル・カレッジに進み、６年間ギリシアやローマの古典について学ぶが、それは主に独学によるものだった。その後中途退学しスコットランドに戻る。
1748年にケイムズ卿ヘンリー・ホームや母方の家族などの支援を受けて、エディンバラで法律家などの市民を対象とした文学・修辞学と法学、歴史などの講義を始めた。
1751年にはグラスゴー大学の論理学教授に就任し、翌年道徳哲学教授に転任した。スミスの講義は、先任のハッチソンにならい、ラテン語ではなく英語で行われた。
1758年には学部長に選出されるなど、大学にも積極的に関与した。スミスはのちにこのグラスゴー大学の時代を、「私のこれまでの人生の中で最も幸せで名誉のある時期であった」と振り返っている。スミスは1750年頃に哲学者ヒュームと出会い、ヒュームが他界する1776年まで親交を続け、『人間本性論』に代表されるヒュームの啓蒙思想からも大きな影響を受けている。他にも、ジョセフ・ブラックやジェームズ・ワット、ロバート・フーリスなどと、幅広い交友関係を持った。
1759年には主著『道徳感情論』を出版した。
1764年にグラスゴー大学を辞職すると、スコットランド貴族ヘンリー・スコットの家庭教師としておよそ3年間フランスやスイスを旅行した。この間スミスは、ヴォルテール（1715 - 1771）、ケネー（1694 - 1774）、テュルゴー（1727 - 1781）などのフランス啓蒙思想の重鎮とも交流を持った。この旅行の間に南仏トゥールーズに滞在した際、ヴォルテールらの新教徒カラスの再審請求を求める運動に出会い、のちに『道徳感情論』の第六版でこの問題について言及した。

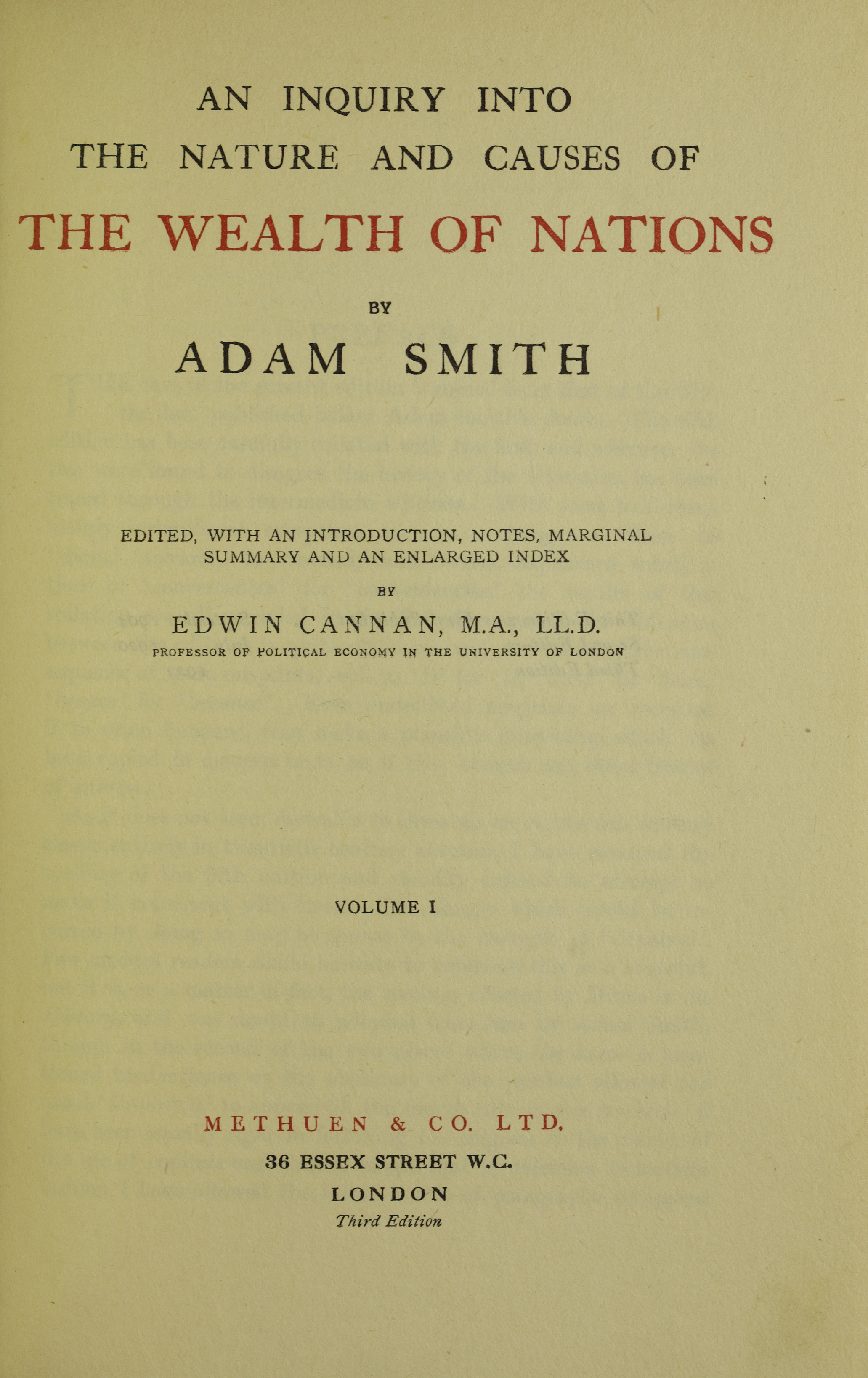
エドウィン・キャナン編『国富論』1922年版

イギリス帰国後は執筆活動に専念し、1776年に主著『国富論』を出版した。その後1778年にはスコットランド関税委員に任命され、1787年にはグラスゴー大学名誉総長に就任した。
1790年にエディンバラで67歳で病死した。スミスは生前「法と統治の一般原理と歴史」に関する書物を出す計画があったが、死の数日前に友人に命じてほぼ全ての草稿を焼却させてしまった。焼却されずに残った草稿はスミスの死後、『哲学論文集』(1795)として出版された。また、1895年にはグラスゴー大学時代の学生がとった講義ノートが見つかっており、『法学講義』として後に公刊された。

### 年譜
- 1723年 スコットランドカコーディに生まれる[4]
- 1740年 オックスフォード大学に入学[16]
- 1746年 オックスフォード大学を退学[17]
- 1748年 エディンバラ大学で文学と法学の講義を始める[9]
- 1750年 哲学者デイヴィッド・ヒュームとの親交が始まる[10]
- 1751年 グラスゴー大学論理学教授に就任[4]
- 1752年 同大道徳哲学教授に転任[4]
- 1759年 『道徳感情論』を出版[2]
- 1763年 グラスゴー大学を辞職
- 1763年 - 1766年 貴族に家庭教師として同行しフランスやスイスを遊学[4]
- 1776年 『国富論』を出版
- 1778年 スコットランド関税委員に就任[4]
- 1787年 グラスゴー大学名誉総長に就任[4]
- 1790年 エディンバラで病死、遺言によりほぼ全ての草稿は焼却される[13]
- 1795年 焼却されずに残った草稿が『哲学論文集』として出版[14]
- 1895年 グラスゴー大学時代にスミスの講義を受講した学生のノートが発見される[18]

## 思想

### 道徳感情論
『道徳感情論』は、スミスがグラスゴー大学の教壇に立っていた時期に書かれた本であり、1759年に出版された。スミスは生涯に『道徳感情論』と『国富論』という2冊しか書物を遺していないが、『国富論』が経済学に属する本であるのに対して『道徳感情論』は倫理学に関する本とされる。
今日のような秩序だった社会において人々は法の下で安心して安全な生活を送ることができるが、その根幹には人間のどのような本性があるのだろうか。『道徳感情論』において、スミスはこの問題に応えようと試みた。スミスの師であるフランシス・ハッチソンがこうした社会秩序が人間のひとつの特殊な感情に起因すると考えたのに対し、スミスは社会秩序が人間のさまざまな感情が作用し合った結果として形成されると考えていた。『道徳感情論』の原題”The Theory of Moral Sentiments” のSentiments が単数形ではなく複数形であるのも、こうしたスミスの思想が反影されている。
『道徳感情論』においてスミスが社会秩序の要因と考えた感情とは、端的に言えば同感（英: symphathy）である。スミスが重要視した同感とは、他人の感情および行為の適切性（英: property）を評価する能力であり、こうしたスミスの思想は現代の神経科学者や行動経済学者からも注目されている。
スミスは、同感を通じて人々が自身の感情や行為が評価されていることを意識し、是認されることを望み否認されることを嫌っていると考えた。しかし、現実社会にはしばしば他人の間にも利害対立があるから、人々が自身の感情や行為の適切性を測るためには利害対立から独立した中立的な基準が必要である。スミスはこの基準を公平な観察者（英: impartial spectator）と呼び、人々が具体的な誰かの視線ではなく胸中の公平な観察者の視線を意識しながら行動していると考えた。
ただし、偶然（英: fortune）の下では、公平な観察者の評価と世間の評価とが異なる場合がある。スミスはこのような不規則性（英: irregularity）が社会的に重要な意味があると考え、偶然の下で公平な観察者の評価を重視する行為者を賢人（英: wise man）、世間の評価を重視する行為者を弱い人（英: weak man）と呼んだ。人間は自己統制（英: self-command）によって胸中の公平な観察者の声に従おうとするが、激しい情念の下では自己欺瞞によって公平な観察者の声を無視しようとする矛盾した存在である。
『道徳感情論』は自愛心を主張するものとしてグラスゴー大学におけるスミスの後任者トマス・リードなどによって非難され、かつてはスミスの主著として読まれることも少なかった。

### 国富論
スミスは前著『道徳感情論』の巻末で、次の著作は「法と統治の一般理論」に関するものだと宣言していたが、それを部分的に実行したのが『国富論』である。

### 天文学の歴史により例証された哲学的論究を指導し方向づける諸原理
「天文学の歴史により例証された哲学的論究を指導し方向づける諸原理」とはスミスの初期の著作である。スミスの死後発見され、青年時代に完成されたものとして『哲学論文集』に所収された。
スミスは当時の自然哲学ないし自然科学の頂点にあったニュートンの力学や天文学に深い関心と造詣を示しており、本論文において自然科学と道徳哲学の間の類推を行っている。